# Johann von Gemmingen zu Liebenfels
Johann von Gemmingen zu Liebenfels (* 7. November 1590; † um 1653) war Grundherr in Liebenfels, fürstbischöflich-augsburgischer Rat, Statthalter von Dillingen an der Donau und Obervogt in Rötteln. 

## Leben
Er war ein Sohn des Liebenfelser Grundherrn Hans Christoph von Gemmingen (1544–1596) und der Margaretha von Jahrsdorf († 1591). Wie zahlreiche andere Angehörige seiner Familie trat er in fürstbischöflich-augsburgische Dienste, wo sein Onkel Johann Otto von Gemmingen von 1591 bis 1598 Fürstbischof war. Er war Rat in Augsburg, Statthalter von Dillingen und Obervogt in Rötteln. Er galt als gelehrt und verständig, von ihm hat sich ein Stammbaum der Linie Gemmingen-Steinegg erhalten. Er heiratete am 14. Mai 1618 Johanna von Hornstein zu Grüningen. Die Ehe blieb kinderlos. 1620 stiftete er einen Altar und einen Jahrtag im Augsburger Dom für seinen Bruder Christoph (1571–1616), der Dompropst in Augsburg war. 1652 verfasste er sein Testament, das sich im Landesarchiv Baden-Württemberg erhalten hat. Wenig später ist er gestorben. Seine Erben haben 1654 den Besitz in Liebenfels an das Kloster St. Urban verkauft.